# Élections législatives santoméennes de 2002
Les élections législatives santoméennes de 2002 se déroulent le 3 mars 2002 à Sao Tomé-et-Principe.
Le résultat est une courte victoire du Mouvement pour la libération de Sao Tomé-et-Principe – Parti social-démocrate, obtenant 24 sièges sur 55 à l'Assemblée nationale, contre 23 sièges pour la coalition entre le Parti de convergence démocratique – Groupe de réflexion et le Mouvement pour les forces de changement démocratique – Parti libéral. Le taux de participation est de 66,3 %.

## Contexte
Le 8 décembre 2001, le Président Fradique de Menezes publie un décret portant dissolution de l'Assemblée nationale et organisation de nouvelles élections, le 3 mars 2002. Le décret est pris après que le Président et les représentants des partis politiques aient signés un accord visant à créer un exécutif plus représentatif. Cet accord, valable pour deux mandats, est destiné à résoudre la crise politique qui a éclaté en septembre 2001, lorsque le Mouvement pour la libération de Sao Tomé-et-Principe - Parti social-démocrate, parti d'opposition, a quitté le Parlement.

## Campagne électorale
Les principales forces politiques en lice sont l'alliance entre le Mouvement pour les forces de changement démocratique (parti du président de Menezes, nouvellement créé) et le Parti de convergence démocratique (MDFM-PCD), le Mouvement pour la libération de Sao Tomé-et-Principe (MLSTP-PSD), parti d'opposition au pouvoir en tant que parti unique de l'État marxiste de l'indépendance jusqu'en 1991, ainsi que Uê Kédadji, une coalition de cinq partis dont notamment l'Action démocratique indépendante (ADI).
La campagne, lancée le 15 février et terminée le 1er mars, est axée sur la façon d'utiliser les recettes pétrolières, la modernisation de l'agriculture et de l'éducation, mais aussi sur les stratégies à déployer pour attirer des investisseurs étrangers.
La préparation des élections est assombrie par des allégations, selon lesquelles certains partis auraient distribué de l'argent aux électeurs. Le chef du MLSTP-PSD affirme également que les autres forces politiques ont dépensé de grandes quantités d'argent venues de l'étranger pour faire campagne, accusations rejetées par les partis en question.
Le Parti des travailleurs santoméens (en) est présent dans quatre des sept districts — Água Grande, Cantagalo, Lobata, Mé-Zóchi — et Voix de la population seulement à Cantagalo.

## Résultats
|             | Mouvement pour la libération de Sao Tomé-et-Principe – Parti social-démocrate | 15 618 | 39,56 | 24 | 7             |  |  |  |  |
|             | Coalition MDFM-PCD - Parti de convergence démocratique – Groupe de réflexion  | 15 542 | 39,37 | 23 | 15            |  |  |  |  |
|             | Uê Kédadji - Union nationale pour la démocratie et le progrès (en)            | 6 398  | 16,20 | 8  | 8             |  |  |  |  |
|             | Parti des travailleurs santoméens (en)                                        |        | 4,87  |    |               |  |  |  |  |
|             | Voix de la population                                                         |        | 4,87  |    |               |  |  |  |  |
|             |                                                                               |        |       |    |               |  |  |  |  |
| Blancs/Nuls |                                                                               |        |       |    |               |  |  |  |  |
| Total       | Total                                                                         | 40 412 | 100   | 55 | en stagnation |  |  |  |  |

## Conséquences
Les élections ne réussissent pas à faire émerger une majorité. Le MLSTP-PSD remporte 24 des 55 sièges à l'Assemblée nationale, soit un de plus que la coalition MDFC-PCD. Les huit autres sièges sont attribués à la coalition Uê Kédadji, dirigée par l'Action démocratique indépendante de l'ancien président Miguel Trovoada.
Le 27 mars 2002, le président de Menezes met fin à trois semaines d'impasse politique en demandant à l'ambassadeur du pays au Portugal, Gabriel Costa, de former un gouvernement. Dedans, il rassemble des représentants des trois principales forces politiques.